# Mach’s angewandt
mach’s angewandt (Kurzbezeichnung MACH, bis 2005 Kunst und Politik) ist eine Fraktion in der Hochschülerinnen- und Hochschülerschaft an der Universität für angewandte Kunst Wien (HUFAK), die nach den ÖH-Wahlen 2009 mit einem Mandat in der Bundesvertretung der Studierenden vertreten ist. Mach’s angewandt ist seit langem die dominierende Fraktion in der HUFAK, war bis 2007 bundesweit aber Teil der Unabhängigen Fachschaftslisten Österreichs (FLÖ).
Trotz relativ großer Verluste bei den ÖH-Wahlen 2009 ist mach’s angewandt immer noch mit einer absoluten Mandatsmehrheit in der Universitätsvertretung ausgestattet und stellte daher mit Paul-Reza Klein weiterhin den Vorsitzenden der HUFAK. Seine Stellvertreterin war Olivia Kaiser, die außerdem das Mandat in der Bundesvertretung führte, ehe Klein Ende 2009 den Vorsitz an sie übergab.
Im Juni 2009 kam es zu einem Eklat, als Kleins Vorgänger als HUFAK-Vorsitzender, Leo Moringer, eine 3,5 Tonnen schwere Hakenkreuzskulptur vor der Universität aufstellen ließ. Sowohl Rektor Gerald Bast wie die HUFAK distanzierten sich von der Aktion Moringers. Nach zwei Tagen wurde die Betonskulptur mit dem Titel liebe. allumfassend auf Geheiß der Universität abtransportiert.
Auch bei den ÖH-Wahlen 2011 ging 'mach's angewandt' mit 62,7 % als stimmenstärkste Liste hervor. Hannah Rosa Öllinger übernahm den Vorsitz der HUFAK, deren erstes Projekt, der niederschwellige Ausstellungsraum 'Hufak Offspace' allen Studierenden die Möglichkeit gibt, die Universität mit regelmäßigen Ausstellungen zu bespielen. Bei den ÖH-Wahlen 2013 trat sie als einzige Liste an und erhielt somit 100 % der gültigen Stimmen.